# Claude Farrère
Claude Farrère, rodným jménem Frédéric Charles Pierre Édouard Bargone (27. dubna 1876 Lyon – 21. června 1957 Paříž), byl důstojník francouzského námořnictva, spisovatel, novinář a scenárista.  

## Životopis
Narodil se v rodině Pierra Bargone (1826–1892) a Isabelly roz. Noble (1841–1930). Dne 22. prosince 1919 se v 16. pařížském obvodu oženil s Joséphinou Victorine Rogerovou známou jako Henriette Roggersová, o tři roky starší dramatickou umělkyní, která se o několik let později stala členkou Comédie-Française. Manželé neměli žádné děti a po smrti své ženy 22. ledna 1950 zůstal Farrère vdovcem.
Claude zpočátku následoval svého otce, plukovníka pěchoty, který sloužil ve francouzských koloniích: V roce 1894 byl přijat na Francouzskou námořní akademii; v roce 1906 byl jmenován poručíkem; a v roce 1918 byl povýšen na kapitána. V následujícím roce rezignoval, aby se mohl věnovat spisovatelské kariéře.
Claude Farrère byl přítelem a částečně i učitelem dalších dvou slavných francouzských spisovatelů tohoto období, Pierra Louÿse a Pierra Lotiho. Byl plodným spisovatelem, mnoho jeho knih vychází ze zámořských cest a exotických kultur, zejména v Asii, Orientu a severní Africe, částečně na základě cest v době, kdy byl důstojníkem francouzského námořnictva. Jeho díla později upadla v nemilost, a to i u francouzských čtenářů, ačkoli některá díla, jako například Fumée d'opium, Les Civilisés, La Bataille nebo Les hommes nouveaux, byla ve Francii znovu vydána na konci 20. století a počátku 21. století.
Jedním z nepřímých odkazů na něho je parfém "Mitsouko", který vytvořil dlouholetý parfumér Jacques Guerlain, s nímž se Claude Farrère přátelil. Příběh Mitsouko se nachází ve Farrèrově románu La Bataille (Bitva, 1909), což je román založený na modernizaci a westernizaci Japonska v období Meidži a na námořní bitvě u Cušimy v roce 1905, kdy japonské námořnictvo porazilo ruské námořnictvo. Román La Bataille byl přeložen do několika cizích jazyků.
Za román Les Civilisés, o životě ve francouzské koloniální Indočíně, získal v roce 1905 jako třetí spisovatel Goncourtovu cenu.
Od ledna 1930 do června 1936 byl předsedou Association des écrivains combattants. Právě jako předseda tohoto sdružení přivítal 6. května 1932 na literárním setkání francouzského prezidenta Paula Doumera. Když prezident přišel ke stolu s Farrèrovými díly, spisovatel mu nabídl výtisk knihy La Bataille a podepsal se mu s věnováním. Tehdy se ruský emigrant Pavel Gorgulov oddělil od davu a několikrát zblízka vystřelil na Doumera, který se zhroutil. Spisovatel, který se ho snažil chránit, byl zraněn do ruky, prezident následující den zemřel.
Claude Farrère byl zvolen členem Francouzské akademie 28. března 1935, ve stejný den jako André Bellessort (36. křeslo) a Jacques Bainville (34. křeslo). Svého soupeře Paula Claudela porazil o pět hlasů a na 28. křesle vystřídal zemřelého Louise Barthoua.

### Příští generaci
Jméno Claude Farrère nese literární vyznamenání udělované Association des écrivains combattants, Prix Claude-Farrère, zřízené v roce 1959 za "román Imaginace, který předtím nezískal žádnou významnou literární cenu".

### Vyznamenání
- Komandér Čestné legie výnosem ze dne 29. března 1930
- Důstojník Čestné legie výnosem ze dne 12. srpna 1922
- Rytíř Čestné legie výnosem ze dne 12. července 1911
- Croix de guerre 1914–1918 (1917)

### Pocty
Jeho jménem bylo pojmenováno několik veřejných komunikací nebo zařízení, mj.:
- ulice ve čtvrti Montchat ve 3. obvodu jeho rodného Lyonu
- ulice v 16. pařížském obvodu
- ulice v Ermontu, severním předměstí Paříže
- ulice v Toulonu (která se kříží s ulicí Pierre Loti)
- alej v Saint-Jean-de-Luz na baskickém pobřeží s pamětní deskou před jeho bývalou nemovitostí s výhledem na Atlantský oceán
- ulice Klodfarer caddesi (fonetický přepis jeho jména v turečtině) v istanbulské čtvrti Sultanahmet
- škola v Saint-Priest na předměstí Lyonu

## Dílo
- Les Deux Masques de cire (1928)
- Le Cyclone (1902)
- Fumée d'opium [archive] (1904)
- Les Civilisés (1905) – Prix Goncourt
- L'homme qui assassina [archive] (1906) En 1921, une édition illustrée de 47 bois de Gérard Cochet paraît chez l'éditeur Georges Crès & Cie avant l'édition bibliophilique en 1926 (Éditions d'art Devambez) enrichie de quinze eaux-fortes par Henri Farge.
- Pour vaincre la mer (1906)
- Mademoiselle Dax, jeune fille (1907)
- Trois hommes et deux femmes [archive] (1909)
- La Bataille (1909)
- Les Petites Alliées [archive] (1910)
- Thomas l'Agnelet [archive] (1911)
- La Maison des hommes vivants [archive] (1911)
- Dix-sept histoires de marins [archive] (1914)
- Quatorze histoires de soldats [archive] (1916)
- La Veille d'armes (1917, en collaboration avec Lucien Népoty)
- La Dernière Déesse [archive] (1920)
- Les Condamnés à mort [archive] (1920)
- Roxelane [archive] (1920)
- La Vieille Histoire (1920)
- Bêtes et gens qui s'aimèrent [archive] (1920)
- Croquis d'Extrême-Orient [archive] (1921)
- L'Extraordinaire Aventure d'Achmet Pacha Djemaleddine (1921)
- Contes d'Outre-Mer et d'autres mondes (1921)
- Les Hommes nouveaux [archive] (1922)
- Stamboul (1922)
- Lyautey l'Africain (1922)
- Histoires de très loin ou d'assez près (1923)
- Trois histoires d'ailleurs (1923)
- Mes voyages: La promenade d'Extrême-Orient (vol. 1, 1924)
- Combats et batailles sur mer (1925, en collaboration avec le commandant Paul Chack)
- Une aventure amoureuse de Monsieur de Tourville (1925)
- Une jeune fille voyagea (1925)
- L'Afrique du Nord (1925)
- Mes voyages: En Méditerranée (vol. 2, 1926)
- Le Dernier Dieu (1926)
- Cent millions d'or (1927)
- La fin de Psyché (fin du roman Psyché de Pierre Louys (1927)
- La Nuit en mer, Paris, libr. Flammarion, coll. «Les Nuits» (1928)
- L'Autre Côté (1928)
- La Porte dérobée (1929)
- La Marche funèbre (1929)
- Loti (1929)
- Loti et le chef (1930)
- Turquie ressuscitée (1930)
- Shahrâ sultane et la mer (1931)
- L'Atlantique en rond (1932)
- Deux combats navals, 1914 (1932)
- Sur mer, 1914 (1933)
- Les Quatre Dames d'Angora (1933)
- Extrême-orient, Paris, Flammarion, 1934 [constitué par des pages empruntées à Mes voyages: la promenade d'Extrême-orient]
- Histoire de la Marine française (1934)
- Le Quadrille des mers de Chine (1935)
- L'Inde perdue (1935)
- Sillages, Méditerranée et navires (1936)
- L'Homme qui était trop grand (1936, en collaboration avec Pierre Benoit)
- Visite aux Espagnols (1937)
- Les Forces spirituelles de l'Orient (1937)
- Le Grand Drame de l'Asie (1938)
- Les Imaginaires (1938)
- La Onzième Heure (1940)
- François Darlan, Amiral de France et sa Flotte (1940)
- L'Homme seul (1942)
- Fern-Errol (1943)
- La Seconde Porte (1945)
- La Gueule du lion (1946)
- La Garde aux portes de l'Asie (1946)
- La Sonate héroïque (1947)
- Escales d'Asie (1947)
- Les Deux Pages du Roy (1947) comte illustré pour enfant
- Cent dessins de Pierre Loti commentés par Claude Farrère (1948)
- Job, siècle XX (1949)
- La Sonate tragique (1950)
- Le Pavillon sur la dune, dans Les Œuvres libres, 1er août 1950
- Je suis marin (1951)
- La Dernière Porte (1951)
- L'Île aux images, dans Les œuvres libres 1er août 1951
- Le Traître (1952)
- La Sonate à la mer (1952)
- L'Élection sentimentale (1952), éd. Baudinière
- Les Petites Cousines (1953)
- Mon ami Pierre Louÿs (1953)
- L'amiral Courbet, vainqueur des mers de Chine, éd. françaises d'Amsterdam (1953)
- Jean-Baptiste Colbert (1954)
- Le Juge assassin (1954)
- Lyautey créateur (1955)
- Florence de Cao-Bang (1960) roman publié après sa mort, à la demande de Claude Farrère

### Divadlo
- L'École de jazz de Claude Farrère et Dal Médico (1927)
- Les Tribulations d'un Chinois en Chine (1931)

## Česká vydání
- Bitva – přeložila Helena Malířová. Praha: S. V. U. Mánes, 1913[1]
- Mezi pátou a sedmou – úvod František Sekanina; př. Gabriela Suchá; in: 1000 nejkrásnějších novel... č. 78. Praha: J. R. Vilímek, 1914
- Malé přítelkyně ... – Praha: J. R. Vilímek
- Muž, jenž zavraždil: román – př. Bořivoj Weigert. Praha: Josef Jirman, 1919
- Vrah: román – př. Jan Marek. Praha: František Topič, 1919?
- Na smrt ...: (vyňato ze "Čtrnácti vojenských povídek") – př. Alois Žipek. Praha: F. Žďárský, 1920
- Pohádka na Bosporu – př. B. Pacáková-Pasovská. Praha: Grosman a Svoboda, 1920?
- Bitva – př. B. Pacáková-Pasovská. Praha: Rudolf Šimek, 1921
- Civilisovaní: román – př. Jan Reichman. Praha: Jan Otto 1921
- K smrti odsouzení: román – př. V. Janura. Praha: Čsl. podniky..., 1922
- Opium = (Fumée d’opium) – předmluvu napsal Pierre Louys; př. Jarka Nevole. Praha: Bedřich Bočánek, 1925
- Nová hudba: román – př. Ladislav Kuttman; ilustroval A. Scheiner. Praha: B. Janda, 1926
- Sto milionů ve zlatě – př. K. M. Šrám. Nový Bydžov: Jan Drašner, 1927
- Znesvěcený ráj... = Combats et Batailles sur mer – C. Farrère, Paul Chack; př. Václav Vitinger. Praha: Leopold Mazáč,1930
- Psyché: román – Pierre Louÿs; Konec Psyché – Claude Farrère; př. Otakar Auředníček. Praha: J. R. Vilímek, 1930
- Vůdce: román – z originálu "Le chef" př. Karel Koschin. Praha: J. R. Vilímek, 1931
- Znesvěcený ráj = Combats et Batailles sur mer: srpen 1914 – prosinec 1914 – Claude Farrère, Paul Chack; př. V. J. Hauner. Praha: L. Mazáč, 1936

### Literární odkazy
- Dans la nouvelle de Boris Vian, Le Plombier, parue dans le recueil Les Fourmis, le narrateur admet désirer Jasmin sauf «les jours où elle se met à ressembler à Claude Farrère»
- Dans Un Captif amoureux, un ancien officier de l'armée ottomane dit à Jean Genet:«Vous venez d'un pays qui sera, après ma mort, encore dans mon cœur: celui de Claude Farrère et de Pierre Loti»
- Dans La Rate au court-bouillon de Frédéric Dard, un roman de Claude Farrère est utilisé comme ustensile de cuisine
- Dans Le Pavillon des cancéreux d'Alexandre Soljenitsyne, le personnage de Kostoglotov découvre que Elizabeth Anatolievna lit des romans en français, et notamment Claude Farrère
- Auguste Gilbert de Voisins lui dédie son roman Le Bar de La Fourche
- Dans Les Beaux Quartiers, de Louis Aragon, le docteur Lamberdesc «éleva un peu [Thérèse Respellière], lui apprit que Mlle Dax, jeune fille n'était pas le fin du fin de la littérature, il lui fit lire ce qu'il fallait [...]» (I, VI)